# Campeonato Uruguaio de Futebol de 1999
O Campeonato Uruguaio de Futebol de 1999 foi a 68ª edição da era profissional do Campeonato Uruguaio. A competição ocorreu no formato de Apertura e Clausura, onde as equipes se enfrentaram em ambos os torneios no sistema de todos contra todos, em um único turno. Os vencedores de cada torneio se enfrentaram na decisão. Após bater o Nacional na final, o Peñarol sagrou-se campeão.

## Classificação

### Torneio Apertura
O Torneio Apertura começou em 6 de março e terminou em 13 de junho.
| Pos | Equipe               | Pts | J  | V  | E | D | GP | GC | SG  |
| --- | -------------------- | --- | -- | -- | - | - | -- | -- | --- |
| 1º  | Nacional             | 34  | 14 | 11 | 1 | 2 | 35 | 10 | 25  |
| 2º  | Defensor Sporting    | 33  | 14 | 10 | 3 | 1 | 40 | 16 | 24  |
| 3º  | Danubio              | 26  | 14 | 8  | 2 | 4 | 39 | 24 | 15  |
| 4º  | Bella Vista          | 26  | 14 | 7  | 5 | 2 | 25 | 15 | 10  |
| 5º  | Peñarol              | 25  | 14 | 7  | 4 | 3 | 24 | 13 | 11  |
| 6º  | Cerro                | 21  | 14 | 7  | 0 | 7 | 24 | 30 | -6  |
| 7º  | Rentistas            | 17  | 14 | 4  | 5 | 5 | 15 | 14 | 1   |
| 8º  | Huracán Buceo        | 17  | 14 | 4  | 5 | 5 | 17 | 27 | -10 |
| 9º  | Deportivo Maldonado  | 16  | 14 | 4  | 4 | 6 | 22 | 25 | -3  |
| 10º | River Plate          | 16  | 14 | 4  | 4 | 6 | 14 | 21 | -7  |
| 11º | Frontera Rivera      | 13  | 14 | 3  | 4 | 7 | 16 | 20 | -4  |
| 12º | Tacuarembó           | 13  | 14 | 4  | 1 | 9 | 12 | 23 | -11 |
| 13º | Rampla Juniors       | 13  | 14 | 3  | 4 | 7 | 9  | 21 | -12 |
| 14º | Paysandú Bella Vista | 11  | 14 | 3  | 2 | 9 | 9  | 25 | -16 |
| 15º | Liverpool            | 8   | 14 | 0  | 8 | 6 | 5  | 22 | -17 |

|  | Campeão do Torneio Apertura e classificado à final. |

### Torneio Clausura
O Torneio Clausura começou em 23 de julho e terminou em 24 de outubro.
| Pos | Equipe               | Pts | J  | V  | E | D  | GP | GC | SG  |
| --- | -------------------- | --- | -- | -- | - | -- | -- | -- | --- |
| 1º  | Peñarol              | 38  | 14 | 12 | 2 | 0  | 47 | 12 | 35  |
| 2º  | Nacional             | 29  | 14 | 9  | 2 | 3  | 30 | 17 | 13  |
| 3º  | Danubio              | 28  | 14 | 8  | 4 | 2  | 25 | 16 | 9   |
| 4º  | Defensor Sporting    | 25  | 14 | 7  | 4 | 3  | 20 | 14 | 6   |
| 5º  | Huracán Buceo        | 24  | 14 | 7  | 3 | 4  | 17 | 17 | 0   |
| 6º  | Liverpool            | 20  | 14 | 5  | 5 | 4  | 18 | 12 | 6   |
| 7º  | River Plate          | 20  | 14 | 5  | 5 | 4  | 22 | 21 | 1   |
| 8º  | Bella Vista          | 19  | 14 | 5  | 4 | 5  | 21 | 23 | -2  |
| 9º  | Frontera Rivera      | 17  | 14 | 5  | 2 | 7  | 23 | 22 | 1   |
| 10º | Cerro                | 16  | 14 | 4  | 4 | 6  | 13 | 17 | -4  |
| 11º | Paysandú Bella Vista | 15  | 14 | 3  | 6 | 5  | 16 | 26 | -10 |
| 12º | Rampla Juniors       | 15  | 14 | 5  | 0 | 9  | 19 | 31 | -12 |
| 13º | Deportivo Maldonado  | 14  | 14 | 3  | 5 | 6  | 17 | 29 | -12 |
| 14º | Tacuarembó           | 4   | 14 | 0  | 4 | 10 | 8  | 20 | -12 |
| 15º | Rentistas            | 4   | 14 | 0  | 4 | 10 | 8  | 27 | -19 |

|  | Campeão do Torneio Clausura e classificado à final. |

### Tabela acumulada
| Pos | Equipe               | Pts | J  | V  | E  | D  | GP | GC | SG  |
| --- | -------------------- | --- | -- | -- | -- | -- | -- | -- | --- |
| 1º  | Peñarol              | 63  | 28 | 19 | 6  | 3  | 71 | 25 | 46  |
| 2º  | Nacional             | 63  | 28 | 20 | 3  | 5  | 65 | 27 | 38  |
| 3º  | Defensor Sporting    | 58  | 28 | 17 | 7  | 4  | 60 | 30 | 30  |
| 4º  | Danubio              | 54  | 28 | 16 | 6  | 6  | 64 | 40 | 24  |
| 5º  | Bella Vista          | 45  | 28 | 12 | 9  | 7  | 46 | 38 | 8   |
| 6º  | Huracán Buceo        | 41  | 28 | 11 | 8  | 9  | 34 | 44 | -10 |
| 7º  | Cerro                | 37  | 28 | 11 | 4  | 13 | 37 | 47 | -10 |
| 8º  | River Plate          | 36  | 28 | 9  | 9  | 10 | 36 | 42 | -6  |
| 9º  | Frontera Rivera      | 30  | 28 | 8  | 6  | 14 | 39 | 42 | -3  |
| 10º | Deportivo Maldonado  | 30  | 28 | 7  | 9  | 12 | 39 | 54 | -15 |
| 11º | Liverpool            | 28  | 28 | 5  | 13 | 10 | 23 | 34 | -11 |
| 12º | Paysandú Bella Vista | 28  | 28 | 6  | 10 | 12 | 25 | 47 | -22 |
| 13º | Rampla Juniors       | 26  | 28 | 8  | 2  | 18 | 28 | 56 | -28 |
| 14º | Rentistas            | 21  | 28 | 4  | 9  | 15 | 23 | 41 | -18 |
| 15º | Tacuarembó           | 17  | 28 | 4  | 5  | 19 | 20 | 43 | -23 |

|  | Classificado à final e à Libertadores de 2000.      |
|  | Classificado à final e à Liguilla Pré-Libertadores. |
|  | Classificados à Liguilla Pré-Libertadores.          |

### Tabela de descenso
A tabela de descenso consistiu na soma dos pontos da temporada atual e das duas anteriores. Somente as equipes da capital Montevidéu foram consideradas para o descenso. Os clubes recém incorporados do interior tiveram a vantagem de não descender na primeira temporada com o futebol unificado entre interior e capital.
| Pos | Equipe            | 1997+1998[1] | 1999 | Fator | Total  |
| --- | ----------------- | ------------ | ---- | ----- | ------ |
| 1º  | Nacional          | 114,55       | 63   | x1    | 177,55 |
| 2º  | Peñarol           | 103,09       | 63   | x1    | 166,09 |
| 3º  | Defensor Sporting | 92,91        | 58   | x1    | 150,91 |
| 4º  | Bella Vista       | 66,82        | 45   | x1,5  | 134,32 |
| 5º  | River Plate       | 94,18        | 36   | x1    | 130,18 |
| 6º  | Danubio           | 59,82        | 54   | x1    | 113,82 |
| 7º  | Cerro             | —            | 37   | x3    | 111,00 |
| 8º  | Huracán Buceo     | 63,64        | 41   | x1    | 104,64 |
| 9º  | Liverpool         | 73,82        | 28   | x1    | 101,82 |
| 10º | Rentistas         | 71,27        | 21   | x1    | 92,27  |
| 11º | Rampla Juniors    | 59,82        | 26   | x1    | 85,82  |

1 ^  Multiplicado por 14/11. No caso do Bella Vista, 21/11, devido ao clube não ter participado da temporada de 1997.
|  | Disputa os playoffs de acesso e descenso. |

Promovidos para a próxima temporada: Juventud, Villa Española e Racing.
O Rocha recebeu uma licença para jogar a Primeira Divisão na temporada de 2000.

## Playoffsde acesso e descenso

### Primeira partida
| {{{data}}} | Racing      | 1 – 1                         | Rampla Juniors | Estádio Gran Parque Central, Montevidéu |
|            | Munilla 30' | data = 1º de dezembro de 1999 | Fajardo 17'    |                                         |

### Segunda partida
| {{{data}}} | Rampla Juniors                | 3 – 3                        | Racing                       | Estádio Gran Parque Central, Montevidéu |
|            | Macchi 14' 68' · Martínez 17' | data = 4 de dezembro de 1999 | Munilla 33' 68' · Zuvela 76' |                                         |

### Terceira partida
| {{{data}}} | Racing | 0 – 0                        | Rampla Juniors | Estádio Gran Parque Central, Montevidéu |
|            |        | data = 8 de dezembro de 1999 |                |                                         |

|  |       | Penalidades |
|  | 4 – 3 |             |

O Racing subiu para a Primeira Divisão e o Rampla Juniors foi rebaixado à Segunda Divisão.

## Final

### Primeira partida
| {{{data}}} | Peñarol    | 1 – 1                        | Nacional  | Estádio Centenário, Montevidéu |
|            | Romero 55' | data = 3 de novembro de 1999 | Álvez 64' |                                |

### Segunda partida
| {{{data}}} | Nacional        | 1 – 1                        | Peñarol        | Estádio Centenário, Montevidéu          |
|            | Álvez 3' (pen.) | data = 7 de novembro de 1999 | Bengoechea 20' | Público: 50,990 Árbitro: Gustavo Méndez |

### Terceira partida
| {{{data}}} | Peñarol                      | 2 – 1                         | Nacional         | Estádio Centenário, Montevidéu |
|            | Rodríguez 33' · Pandiani 35' | data = 13 de novembro de 1999 | Álvez 19' (pen.) | Árbitro: Sergio Komjetán       |

## Liguilla Pré-Libertadores da América
A Liguilla Pré-Libertadores da América de 1999 foi a 26ª edição da história da Liguilla Pré-Libertadores, competição disputada entre as temporadas de 1974 e 2008–09, a fim de definir quais seriam os clubes representantes do futebol uruguaio nas competições da CONMEBOL. O torneio de 1999 consistiu em uma competição com um turno, no sistema de todos contra todos. O vencedor foi o Nacional, que obteve seu 6º título da Liguilla.

### Classificação da Liguilla
| Pos | Equipe            | Pts | J | V | E | D | GP | GC | SG  |
| --- | ----------------- | --- | - | - | - | - | -- | -- | --- |
| 1º  | Nacional          | 12  | 5 | 4 | 0 | 1 | 11 | 4  | 7   |
| 2º  | Bella Vista       | 11  | 5 | 3 | 2 | 0 | 10 | 6  | 4   |
| 3º  | Danubio           | 10  | 5 | 3 | 1 | 1 | 12 | 6  | 6   |
| 4º  | Defensor Sporting | 5   | 5 | 1 | 2 | 2 | 7  | 6  | 1   |
| 5º  | Huracán Buceo     | 2   | 5 | 0 | 2 | 3 | 4  | 11 | -7  |
| 6º  | Cerro             | 1   | 5 | 0 | 1 | 4 | 4  | 15 | -11 |

|  | Campeão da Liguilla e classificado à Libertadores de 2000. |
|  | Classificado à Libertadores de 2000.                       |

## Premiação
| Campeonato Uruguaio de 1999  |
| ---------------------------- |
| Peñarol Campeão (46º título) |